# باگلی جانکشن (ویسکانسین)
باگلی جانکشن (به انگلیسی: Bagley Junction) یک منطقهٔ مسکونی در ایالات متحده آمریکا است که در پورترفیلد واقع شده است. باگلی جانکشن ۱۹۲٫۰۳ متر بالاتر از سطح دریا واقع شده است.